# Callosciurus melanogaster
Callosciurus melanogaster är en däggdjursart som först beskrevs av Thomas 1895. Den ingår i släktet praktekorrar och familjen ekorrar. IUCN kategoriserar arten globalt som sårbar ("VU").

## Beskrivning
Arten har mörk päls. Nominatunderarten (C. m. melanogaster) har svart huvud, svarta fötter och svart mage, vars färg når upp på benens insidor. Ryggsidan är mörk, och längs kroppen har den svaga strimmor, den översta gråspräcklig och den understa svart. Underarten C. m. atratus har mörkgrå mage, resten av undersidan mörkbrun, svart svans, mörkt rödbrun ovansida och svarta sidostrimmor. Underarten C. m. mentawi påminner om C. m. melanogaster, men med rödbrun ryggsida. Genomsnittslängden är 21 cm, den omkring 18 cm långa svansen ej inräknad.

## Ekologi
Habitatet utgörs av låglänta skogar. Arten är aktiv under tidig morgon och sen eftermiddag, troligen även före soluppgång respektive efter solnedgång. Den rör sig ogärna på marken, annars vistas den på alla nivåer i skogen: Från nedersta trädstammarna till högt uppe i grenverket. Viloplatserna är i regel på över 25 meters höjd. Den vegetabiliska delen av födan består av frukt, blommor och bark. En förhållandevis stor del av födan består av animalier, främst leddjur.

## Utbredning
Denna praktekorre förekommer på Mentawaiöarna väster om Sumatra. För uppdelning per underart se nedan.

## Underarter
Catalogue of Life samt Wilson & Reeder (2005) skiljer mellan tre underarter:
- C. m. melanogaster (Thomas, 1895) – Förekommer på Sipuraön.[6]
- C. m. atratus (Miller, 1903) – Förekommer på Pulau Pagai Selatan och Pulau Pagai Utara.[6]
- C. m. mentawi (Chasen and Kloss, 1927) – Förekommer på Siberut.[6]